# Charles Hickcox
Charles Buchanan ("Charlie") Hickcox (Phoenix (Arizona), 6 februari 1947 – San Diego, 15 juni 2010) was een Amerikaans zwemmer. Hij won op de Olympische Zomerspelen van 1968 4 medailles, drie gouden en één zilveren. In 1967 won hij reeds twee gouden medailles op de Pan-Amerikaanse Spelen en vier op de Universiade. In 1968 werd hij benoemd tot Wereldzwemmer van het Jaar. Sinds 1976 maakt hij deel uit de van de International Swimming Hall of Fame.
Hickcox overleed op 15 juni 2010 aan de gevolgen van kanker. 